# Stereo 3
Stereo 3 fue un trío musical chileno de comienzos de la década de 2000, producido por Cristián Heyne y Koko Stambuk. Sus integrantes eran Gianfranco Foschino, Vittorio Montiglio e Ignacio Rosselot. Se les consideró la versión masculina de Supernova. Actualmente se encuentran disueltos.

## Biografía
Heyne y Stambuk, conocidos como la "dupla Pakman", tuvieron la idea de formar una "boyband" para que alcanzara el mismo éxito de su contraparte femenina: Supernova. Tras un casting masivo fueron reclutados Foschino y Montiglio, estudiantes de la Scuola Italiana, y Rosselot, que anteriormente había sido parte del elenco de baile "Generación 2000" del programa de televisión Venga conmigo.
Las primeras grabaciones de Stereo 3 comenzaron en el año 2000, y en marzo de 2001 editan Partir de cero, su álbum debut en estudio. El primer sencillo del disco, "Atrévete a aceptarlo", cuyas letras relatan el affaire entre un joven y una mujer mayor, tuvo gran repercusión en radio y televisión, y se convirtió en todo un éxito entre el público adolescente, llegando al primer lugar de las listas de música chilenas a un mes de publicarse y con el se lanzó un vídeo musical para la canción, el cual fue dirigido por el director Chileno Juan Pablo Olivares, y fue una de las primeras superproducciones presentadas en Chile. El video musical fue filmado en lugares de Santiago. Su siguiente sencillo, la balada "Amanecer sin ti", logró un éxito similar y con el se lanzó un vídeo musical para la canción, el cual fue dirigido por el mismo director Chileno Juan Pablo Olivares. El video musical fue filmado en lugares de Farellones, La historia relata como un joven pierde a una mujer que es el amor de su vida. El tercer sencillo, "Cuanto tienes, cuanto vales" se lanzó con un video musical fue filmado en el Palacio Davila y contó con un grupo de variados personajes que acompañaron al mismo trío y dirigido por Juan Pablo Olivares. El grupo incluso tuvo oportunidad de presentarse en vivo en países extranjeros como Perú y Bolivia.
Sin embargo, tras el éxito inicial el interés en el grupo comenzó a decaer, debido a que Ignació Rosselot decide dejar la banda ya que fue padre y dedicarse a su hijo. En marzo de 2003 Stereo 3 ofreció sus últimos shows, para luego Rosselot dejar la banda y buscar un nuevo integrante. En la actualidad ninguno de sus miembros realiza actividades vinculadas con la música, salvo Rosselot, quien vive en Barcelona y tiene una banda tributo a Queen.
Durante el 2003 en el desaparecido programa de televisión "Siempre contigo" que se transmitía por Mega se hizo un concurso para buscar un nuevo integrante para reemplazar a Rosselot y volver a retomar la banda. Al final no llegaron a ningún acuerdo para regresar a los escenarios y sacar una nueva producción.

## Discografía

### Álbumes
- Partir de cero (2001)

### Sencillos
| Año  | Canción                       | Álbum          | Listas                    | Listas |
| Año  | Canción                       | Álbum          | Chile listas de sencillos |        |
| ---- | ----------------------------- | -------------- | ------------------------- | ------ |
| 2001 | "Atrévete a aceptarlo"        | Partir de cero | 1                         |        |
| 2001 | "Amanecer sin ti"             | Partir de cero | 2                         |        |
| 2001 | "Todo mi amor"                | Partir de cero | 30                        |        |
| 2002 | "Cuánto tienes, cuánto vales" | Partir de cero | 14                        |        |